# Take Me to Church
«Take Me to Church» —en español: «Llévame a la iglesia»— es una canción interpretada por el cantante y compositor irlandés Hozier, perteneciente a su extended play debut Take Me to Church (2013), así como a su álbum debut homónimo (2014). La canción fue lanzada como su primer sencillo el 6 de junio de 2014. Hozier pasaba por un momento difícil al momento de su redacción. Escribió y grabó la canción en el ático de la casa de sus padres en Bray, Condado de Wicklow, Irlanda. En primer lugar, llamó la atención del sello discográfico independiente Rubyworks, donde el productor Rob Kirwan sobregrabó el demo original con instrumentos en vivo. 
Es una canción de medio tempo de soul que nace de la frustración de Hozier con las posturas de la iglesia católica. Su letra menciona y critica de forma figurativa algunas ideas del catolicismo y de muchas religiones en general, sobre todo en cuanto a sus posturas sobre la homosexualidad. El video musical de la canción fue el principal responsable de su gran popularidad. El clip, dirigido por Brendan Canty y Conal Thomson de la pequeña compañía productora Feel Good Lost. El clip sigue la relación entre dos hombres y la posterior reacción homofóbica violenta. Tras su lanzamiento en YouTube en septiembre de 2013, rápidamente se volvió viral, dando lugar a la firma de Hozier con Columbia Records.
En 2014, la canción fue un éxito de ventas y popularidad, alcanzando el puesto número uno en las listas de 12 países, entre ellos Italia, Austria, Alemania, Bélgica, Colombia, Hungría, Nueva Zelanda, Suecia, Suiza, Polonia, etc.; y el top en otros 21 territorios. En los Estados Unidos, se vio favorecido por la plataformas musicales Shazam y Spotify, logrando estar 23 semanas consecutivas en el top de la lista Rock Songs de Billboard, convirtiéndose junto a Radioactive de Imagine Dragons en la canción con más tiempo en el puesto uno de la historia de esta lista. Después logró entrar en el puesto 2 del conteo estadounidense Billboard Hot 100 (para todos los géneros musicales), en diciembre de 2014. La canción fue nominada a los Premios Grammy como Canción del Año y ha sido certificada con doce veces el disco de platino en los Estados Unidos.

## Antecedentes
Hozier escribió la canción luego de una mala ruptura amorosa en 2013, periodo en el cual era visto a menudo en las noches de micrófono abierto del área de Dublín. La escribió en casa de sus padres en Bray, Irlanda; y grabó un demo en bruto en su ático con una pista de fondo programado. "Las partes vocales fueron grabadas en mi ático a las 2 de la mañana. Por lo que de verdad es un trabajo hecho en casa", comentó.
"Take me to church" captó la atención del sello independiente Rubyworks Records, que la emparejó con el productor Rob Kirwan. A la canción se le agregaron sonidos con una instrumentación en vivo, pero la parte vocal del demo original se mantuvo, ya que Kirwan la encontró suficientemente "poderosa".

## Interpretación lírica
Líricamente, "Take Me to Church" es una metáfora, en la cual compara a "su amante" con la religión. La canción surgió de la frustración de Hozier con las enseñanzas de la Iglesia Católica, las cuales dominaron la visión política y social del estado irlandés, aunque Hozier fue criado bajo la creencia cuaquera. "Al crecer, siempre miré la hipocresía de la Iglesia católica", dijo Hozier en una entrevista con Rolling Stone; "la historia habla por sí sola y yo crecí increíblemente frustrado y enojado."
En una entrevista con la revista Nueva York, Hozier explicó: "La sexualidad y la orientación sexual - sin importar la orientación - es simplemente natural. Un acto de sexo es una de las cosas más humanas. Pero una organización como la iglesia, digamos, a través de su doctrina, socavaría a la humanidad enseñando exitosamente la vergüenza sobre la orientación sexual, que es pecado, o que ofende a Dios. La canción es sobre reivindicarte tú mismo y reclamar tu humanidad a través de un acto de amor".
La canción está inspirada en el escritor antiteista Christopher Hitchens y parafrasea la frase del poeta y dramaturgo Fulke Greville: "Created sick, commanded to be sound."

## Video
El concepto del video musical para «Take me to Church» es el resultado de la colaboración entre Hozier, Brendan Canty y su compañero escritor Emmet O'Brien. En este se muestra el ataque violento de un grupo de hombres hacia una pareja homosexual, luego de que estos manifestaran su amor en público. El video fue dirigido por Brendan Canty y Conal Thomson, se grabó en escala de grises en Inniscarra Dam en Cork, Irlanda, y fue lanzado el 25 de septiembre de 2013, volviéndose viral y alcanzando las 230 000 visitas en YouTube durante las primeras dos semanas. "Recuerdo que alguien me escribió para decirme que estaba obteniendo 10 000 vistas por hora", recuerda Hozier. 
Hozier ha declarado que "la canción se trató siempre sobre la humanidad y su principal naturaleza, y en cómo es socavada incesantemente por las organizaciones religiosas y aquellos que nos hacen creer que actúan por sus intereses. Lo que se ha visto aumentando en Rusia no es más que una pesadilla. Yo propuse traer estos temas en el relato y a Brendan le gustó la idea."

## Recibimiento comercial
| «Nunca escribí música para la cultura principal. Creo que fui increíblemente afortunado de que la canción llegara más allá y que la gente se conectara con ella. Spotify jugó un papel muy importante. Es una plataforma de descubrimiento y ha sido invaluable para mí durante el último año.» —Hozier en 2015. |

La canción destacó junto con su viral video clip, atrayendo A&Rs de los principales sellos discográficos en una guerra de ofertas para firmar con Hozier. Al final firmó con Justin Eshak de Columbia Records, quien opina que la canción se convirtió en un éxito debido a un 'cambio' en la radio popular, encabezado por Sam Smith: "La música está conectando porque cuando sale al aire es una yuxtaposición tan aguda con el material existente en el Top 40 de la radio". La canción primero experimentó un éxito en su Irlanda natal, ascendiendo en las listas en octubre de 2013 y alcanzando el puesto número 2 en la lista de sencillos de Irlanda.
En mayo de 2014, Hozier interpretó la canción en el Late Show with David Letterman. Columbia Records la envió a la radio modern rock de Estados Unidos el 24 de junio de 2014, y finalmente alcanzó el puesto número dos en el Billboard Hot 100 por tres semanas consecutivas en diciembre de 2014 y enero de 2015 (detrás de Blank Space de Taylor Swift), convirtiéndose en la primera canción de Hozier en alcanzar el top cinco de este conteo. Para julio de 2015, la canción había vendido más de 4.27 millones de copias en los Estados Unidos. Desde entonces la canción alcanzó el top 5 en muchos otros países, entre ellos el puesto número 2 en Nueva Zelanda por 6 semanas consecutivas, y en Australia, Canadá y Reino Unido. Logró también colocarse en el conteo mexicano Top Latin Songs - Inglés de Monitor Latino y se mantuvo por 6 semanas en la tercera posición.
La canción inicialmente atrajo la atención de Estados Unidos en Nashville a través de una estación de radio llamada Adult Album Alternative. A partir de allí, se convirtió en la canción top de la zona en la aplicación de identificación de música Shazam, lo que condujo a su aparición en el top 40 de una emisora local. "Take Me to Church" logró gran popularidad en Estados Unidos entre el verano y otoño de 2014. La canción alcanzó una audiencia aún más amplia por la aparición de Hozier en Saturday Night Live en octubre de 2014. Aunque la canción logró popularidad en YouTube, alcanzó más escuchas en Spotify, convirtiéndose en la canción más escuchada del servicio en 2014, con 87 millones de escuchas. Fue interpretada en la serie Glee durante la sexta y última temporada, en el episodio "We Built This Glee Club".La Cantante Demi Lovato hizo un cover de la canción en BBC Radio 1 Live Lounge.

## Lista de canciones
| Digital download – EP |                                            |          |  |
| N.º                   | Título                                     | Duración |  |
| 1.                    | «Take Me to Church»                        | 4:01     |  |
| 2.                    | «Like Real People Do»                      | 3:17     |  |
| 3.                    | «Angel of Small Death & the Codeine Scene» | 3:38     |  |
| 4.                    | «Cherry Wine» (Live)                       | 3:59     |  |

## Posiciones en listas

### Semanales
| Lista (2013–15)                               | Mejor posición |
| --------------------------------------------- | -------------- |
| Alemania (Media Control AG)                   | 2              |
| Australia (ARIA)                              | 2              |
| Austria (Ö3 Austria Top 40)                   | 1              |
| Bélgica (Flandes) (Ultratop 50)               | 1              |
| Bélgica (Valonia) (Ultratop 50)               | 2              |
| Canadá (Canadian Hot 100)                     | 2              |
| Colombia (National Report Top Rock)           | 1              |
| República Checa (Rádio Top 100)               | 1              |
| República Checa (Singles Digitál Top 100)     | 1              |
| Croacia (Airplay Radio Chart)                 | 5              |
| Dinamarca (Tracklisten)                       | 4              |
| Escocia (Scottish Singles Sales Chart)        | 3              |
| Eslovaquia (Rádio Top 100)                    | 5              |
| Eslovaquia (Singles Digitál Top 100)          | 1              |
| España (Top 100 Canciones)                    | 8              |
| Estados Unidos (Billboard Hot 100)            | 2              |
| Estados Unidos (Alternative Airplay)          | 2              |
| Estados Unidos (Hot Rock & Alternative Songs) | 1              |
| Estados Unidos (Rock Airplay)                 | 3              |
| Estados Unidos (Adult Contemporary)           | 12             |
| Estados Unidos (Adult Top 40)                 | 1              |
| Estados Unidos (Mainstream Top 40)            | 2              |
| Estados Unidos (Hot Dance Club Songs)         | 32             |
| Estados Unidos (Dance/Mix Show Airplay)       | 6              |
| Euro Digital Song Sales                       | 2              |
| Finlandia (OFC)                               | 4              |
| Francia (SNEP)                                | 2              |
| Global 200 (Billboard)                        | 110            |
| Grecia (Greece Digital Songs)                 | 1              |
| Hungría (Rádiós Top 40)                       | 37             |
| Hungría (Single Top 40)                       | 1              |
| Islandia (Tonlist Lagalistinn)                | 1              |
| Irlanda (IRMA)                                | 2              |
| Italia (FIMI)                                 | 1              |
| Líbano (The Official Lebanese Top 20)         | 1              |
| Luxemburgo (Luxembourg Digital Songs)         | 1              |
| México (Mexico Ingles Airplay)                | 1              |
| México (Top Latin Songs-Inglés)               | 3              |
| Noruega (VG-lista)                            | 2              |
| Nueva Zelanda (Recorded Music NZ)             | 2              |
| Países Bajos (Dutch Top 40)                   | 2              |
| Países Bajos (Mega Single Top 100)            | 2              |
| Polonia (Polish Airplay Top 100)              | 1              |
| Portugal (AFP)                                | 69             |
| Reino Unido (UK Singles Chart)                | 2              |
| Suecia (Sverigetopplistan)                    | 1              |
| Suiza (Schweizer Hitparade)                   | 1              |

### Certificaciones
| País           | Organismo certificador | Certificación | Ventas certificadas | Ref.   |
| -------------- | ---------------------- | ------------- | ------------------- | ------ |
| Alemania       | BVMI                   | 7× Oro        | 1 050 000           | [ 65 ] |
| Australia      | ARIA                   | 18× Platino   | 1 260 000           | [ 66 ] |
| Austria        | IFPI (Austria)         | Platino       | 30 000              | [ 67 ] |
| Bélgica        | BEA                    | 3× Platino    | 60 000              | [ 68 ] |
| Brasil         | Pro-Música Brasil      | 2× Diamante   | 500 000             | [ 69 ] |
| Canadá         | Music Canada           | Diamante      | 800 000             | [ 70 ] |
| Corea del Sur  | Gaon                   |               | 269 845             | [ 71 ] |
| Dinamarca      | IFPI (Dinamarca)       | 4× Platino    | 360 000             | [ 72 ] |
| España         | PROMUSICAE             | 4× Platino    | 240 000             | [ 73 ] |
| Estados Unidos | RIAA                   | 15× Platino   | 15 000              | [ 74 ] |
| Francia        | SNEP                   | Diamante      | 233 333             | [ 75 ] |
| Italia         | FIMI                   | 7× Platino    | 350 000             | [ 76 ] |
| México         | AMPROFON               | Oro           | 70 000              | [ 77 ] |
| Noruega        | IFPI (Noruega)         | 7× Platino    | 70 000              | [ 78 ] |
| Nueva Zelanda  | RMNZ                   | 9× Platino    | 270 000             | [ 79 ] |
| Países Bajos   | NVPI                   | 3× Platino    | 90 000              | [ 80 ] |
| Reino Unido    | BPI                    | 7× Platino    | 4 200 000           | [ 81 ] |
| Suecia         | GLF                    | 9× Platino    | 360 000             | [ 82 ] |
| Suiza          | IFPI (Suiza)           | Platino       | 30 000              | [ 83 ] |